# Gäddtjärnen (Ragunda socken, Jämtland)
Gäddtjärnen är en sjö i Ragunda kommun i Jämtland och ingår i Indalsälvens huvudavrinningsområde.